# 大象曆
《大象曆》即《丙寅元历》，是中国古代北周的曆法。
北周大象元年（579年）太史上士马显等撰写了新历《丙寅元历》取代《天和曆》，颁用至隋文帝开皇四年（584年）。运用《阳历》、《太阴历》的转化方法，增加或减少“章岁”、“斗分”的相关数据，扩大或缩小日食、月食的数据余数。以上述运算法则测算，依据测算数据预测有关天象出现的时日。